# Sibianor kochiensis
Sibianor kochiensis là một loài nhện trong họ Salticidae.
Loài này thuộc chi Sibianor. Sibianor kochiensis được Bohdanowicz & Jerzy Prószyński miêu tả năm 1987.